# Nădar
Nădar – wieś w Rumunii, w okręgu Bihor, w gminie Spinuș. W 2011 roku liczyła 229 mieszkańców.